# Lissonota clypealis
Lissonota clypealis är en stekelart som beskrevs av Thomson 1877. Lissonota clypealis ingår i släktet Lissonota och familjen brokparasitsteklar. Arten är reproducerande i Sverige. Inga underarter finns listade i Catalogue of Life.